# Pauline Roels
Pauline Roels (21 de janeiro de 1986) é uma jogadora de hóquei sobre grama nascida nas Antilhas Holandesas.
Atualmente atua na liga holandesa pelo Hockey Club Rotterdam.